# Pierre-Eugène-Émile Hébert
Pour les articles homonymes, voir Pierre Hébert et Hébert.
Pierre-Eugène-Émile Hébert, dit Émile Hébert, né à Paris le 22 octobre 1828 et mort à Paris 16e  le 19 octobre 1893, est un sculpteur français.

## Biographie
Émile Hébert étudie avec son père, le sculpteur Pierre Hébert (1804-1869) et avec Jean-Jacques Feuchère (1807-1852), dont il garde une influence romantique.
Il présente un buste au Salon de 1849. À l'Exposition universelle de 1855, il envoie une statuette de Jeune fille sauvant une abeille. Le modèle en plâtre de son groupe Et Toujours ! Et Jamais !, exposé au Salon de 1859, représentant une jeune fille opulente nue étreinte par un squelette sur une pierre tombale, est longuement commenté par Charles Baudelaire.

## Œuvres
Au Canada
- Toronto, Collection Joey and Toby Tanenbaum : Et Toujours ! Et Jamais !, groupe en marbre, 105 cm.

Aux États-Unis
- Atlanta, High Museum of Art : Honoré de Balzac, 1877, buste en terre cuite[5],[6].
- Détroit, Detroit Institute of Arts : École de filles, 1881, bas-relief en terre cuite.
- Stanford, université Stanford : Méphistophélès, 1855, statuette en bronze.
- Washington, National Gallery of Art : Amazone se préparant pour la bataille ou Vénus en armes, 1860, statuette en bronze.

En France
- Chinon : Monument à François Rabelais, 1882, statue et bas-reliefs en bronze.
- Mirabel, Institut Olivier de Serres : Olivier de Serres, 1873, buste en terre cuite, 36 cm.
- Paris :
  - cimetière du Père-Lachaise : Buste de François Husset, bronze[7].
  - musée d'Orsay : Table de style néo-grec, vers 1878, bronzes décoratifs réalisés par Émile Hébert[8]. La sorcière, vers 1860, terre cuite[9].

Œuvres d'Émile Hébert
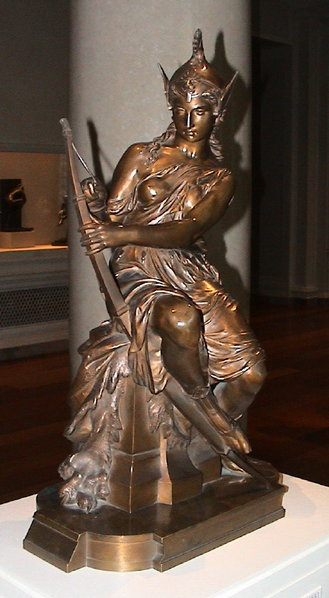
Amazone se préparant pour la bataille, Washington, National Gallery of Art.
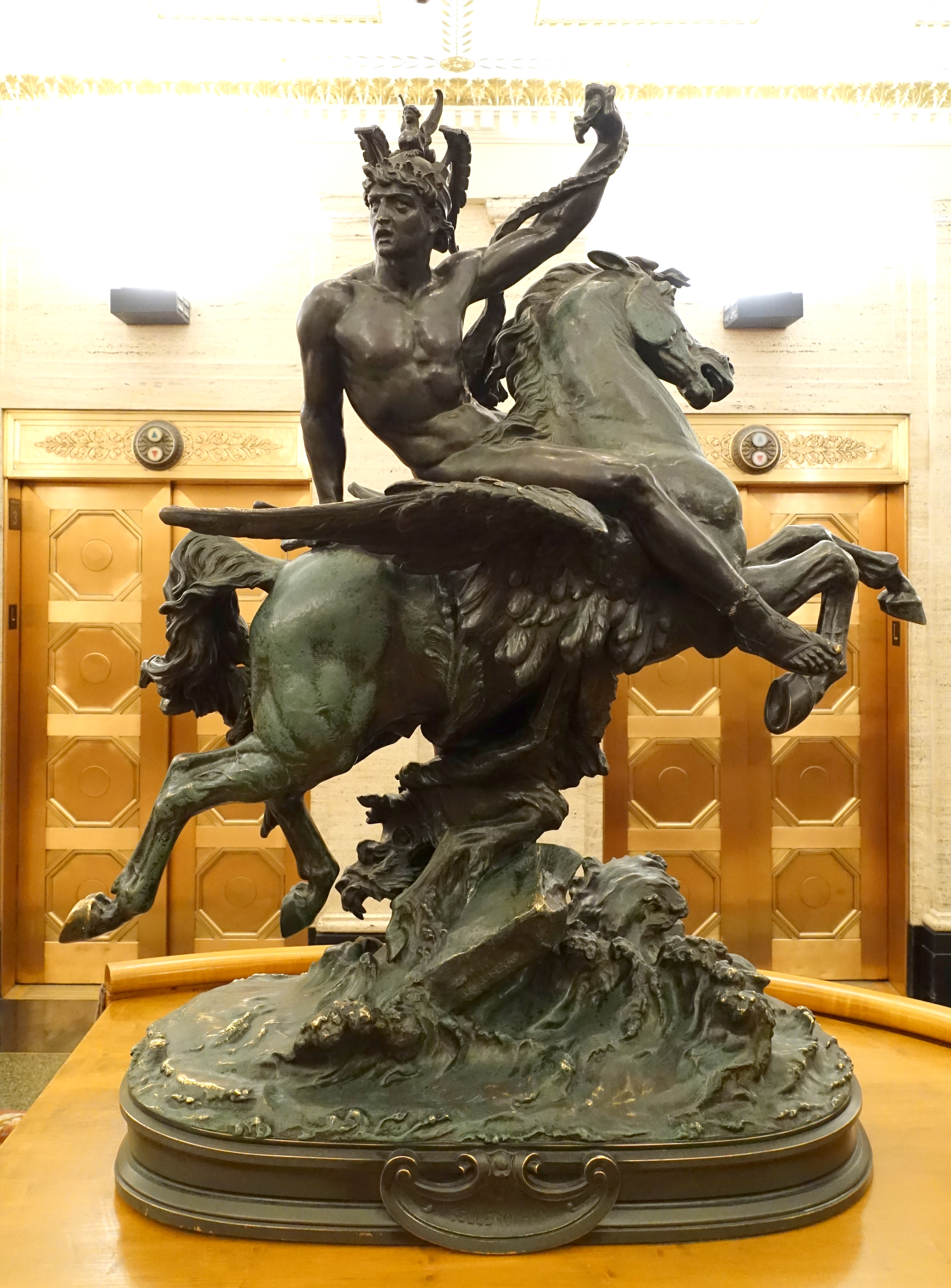
Bellerophon, Chicago, The Palmer House Hilton.
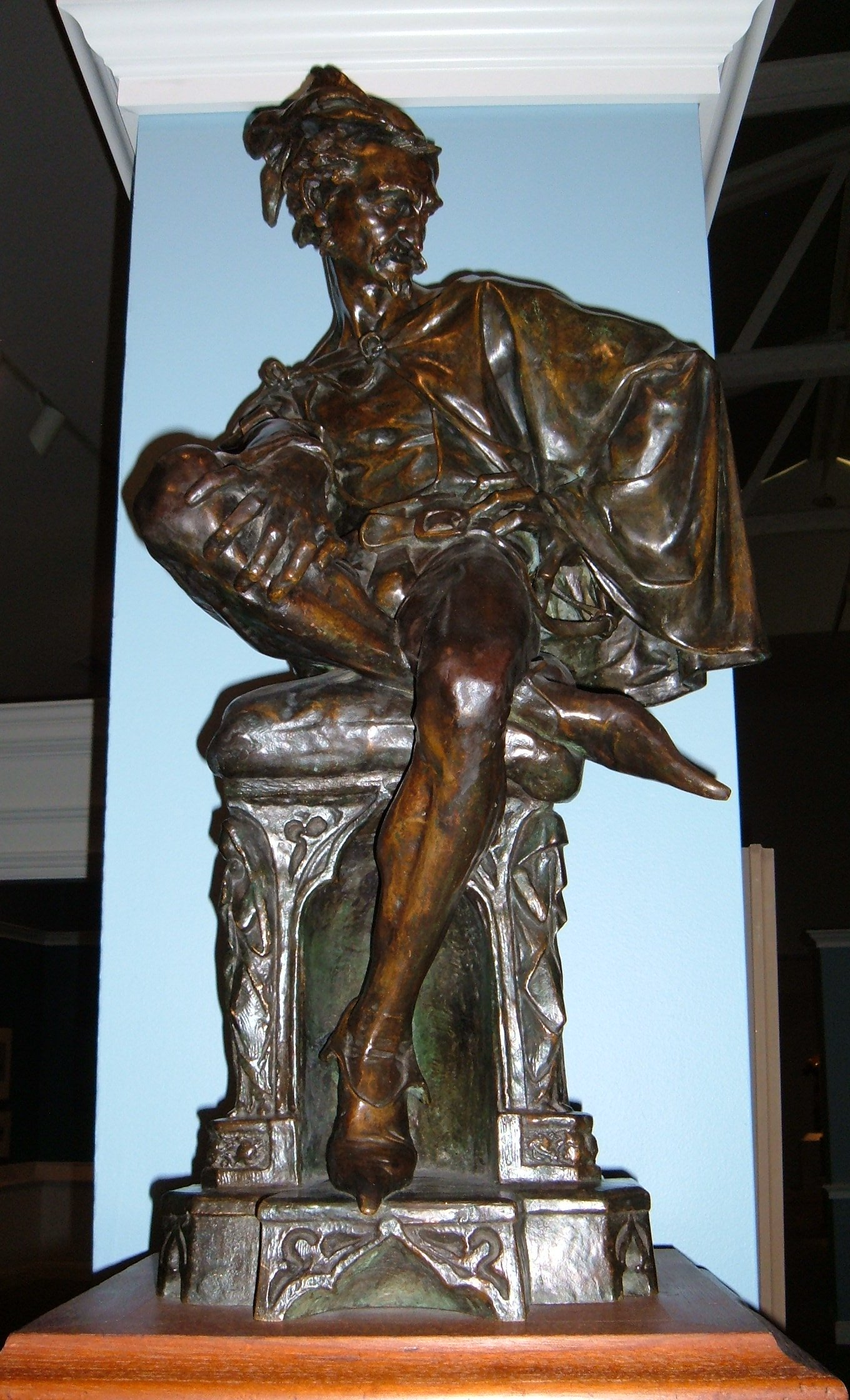
Méphistophélès (1855), Stanford, université Stanford.
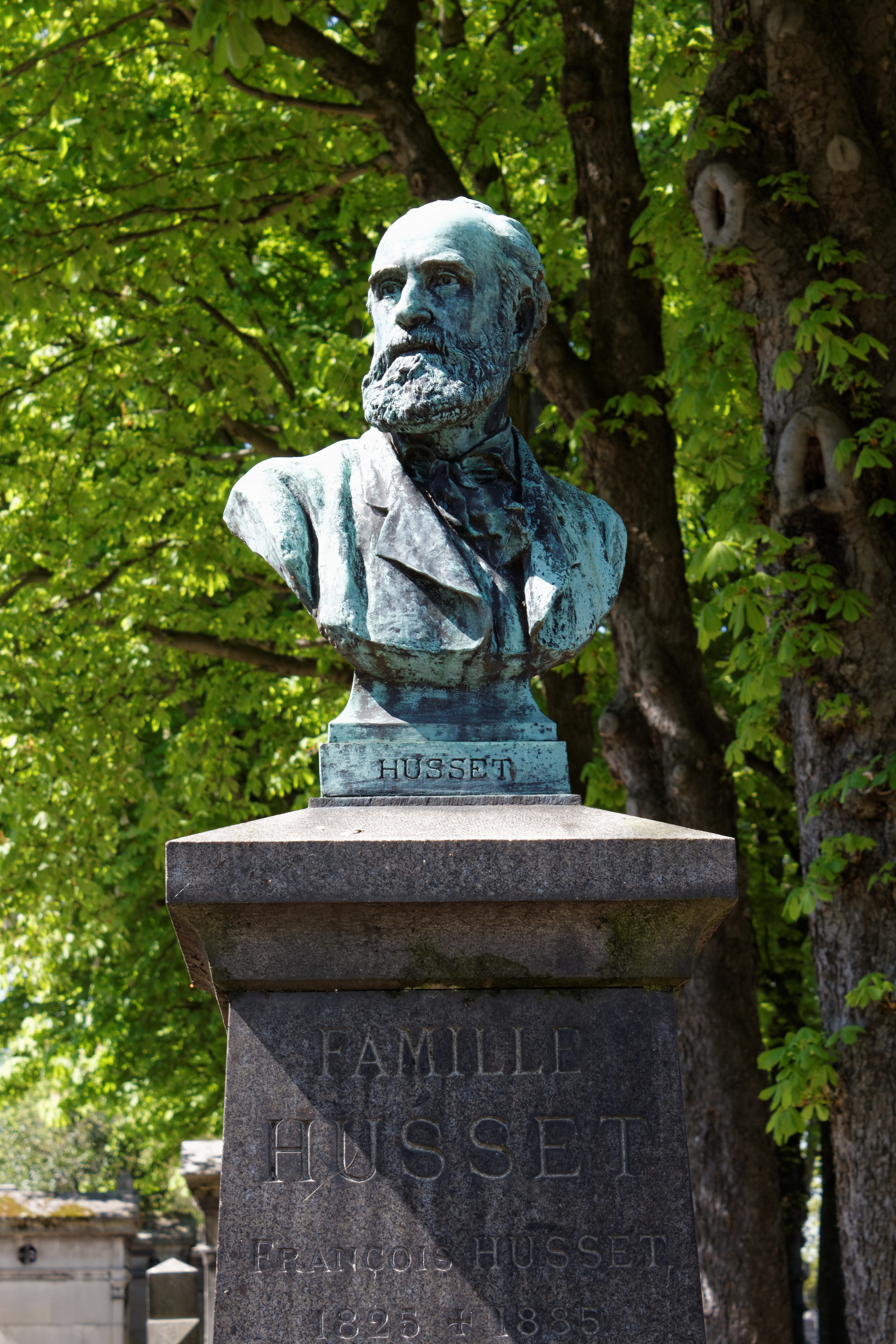
Buste de François Husset, Paris, cimetière du Père-Lachaise.
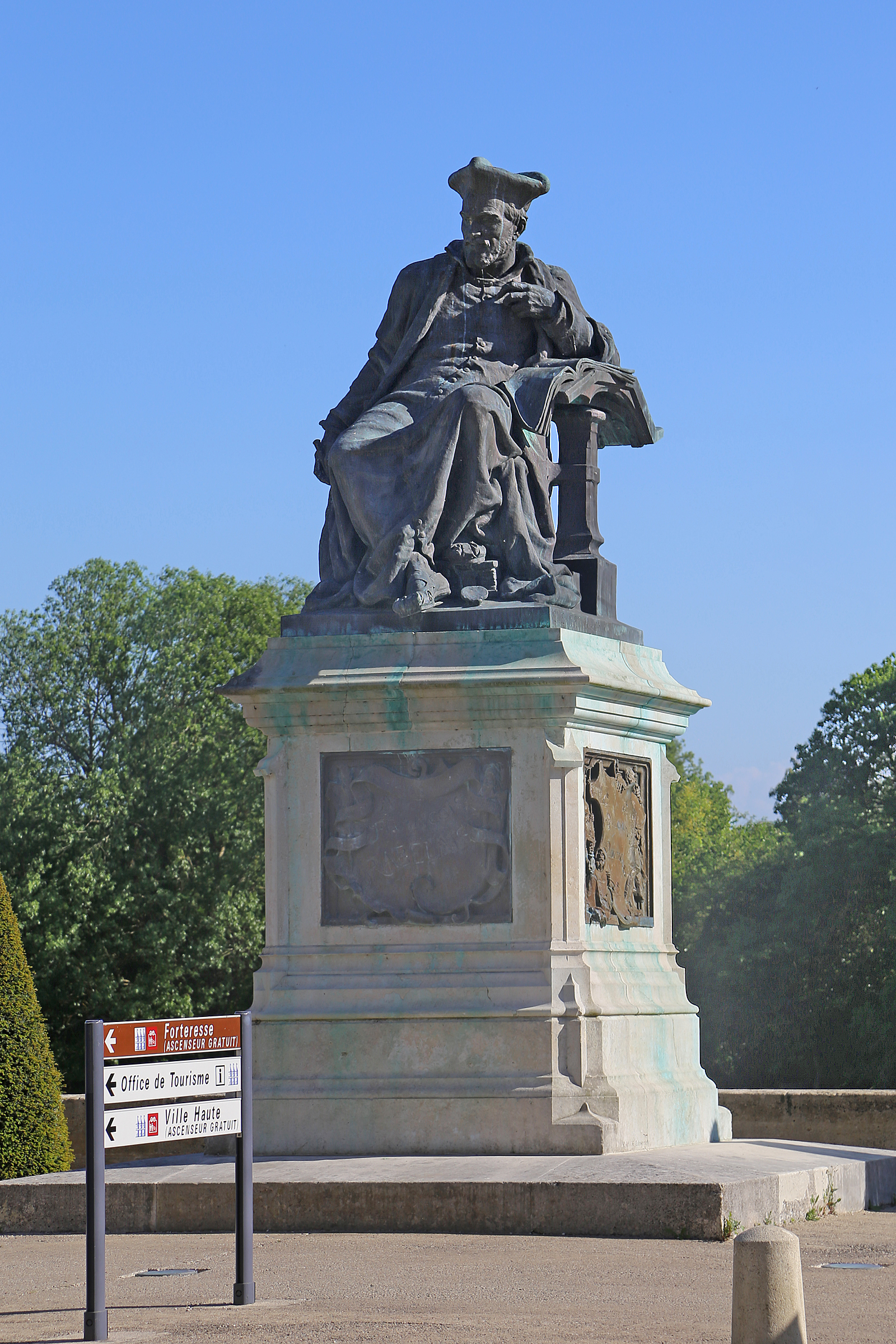
Monument à François Rabelais (1882), Chinon.